# Вилануова (Бергамо)
Вилануова је насеље у Италији у округу Бергамо, региону Ломбардија.
Према процени из 2011. у насељу је живело 495 становника. Насеље се налази на надморској висини од 93 м.